# Andromeda-Nacktbasidie
Die Andromeda-Nacktbasidie (Exobasidium karstenii) ist eine Brandpilzart aus der Familie der Nacktbasidienverwandten (Exobasidiaceae). Sie lebt als Endoparasit auf Rosmarinheiden (Andromeda polifolia) und deren Sprossen und Blättern. Symptome des Befalls durch die Andromeda-Nacktbasidie sind verbreiterte, dünne und weiche Blätter von dunkel-purpurner bis schwarzer Farbe und auf der Blattunterseite austretendes Myzel. Die Art ist in Nord-, Mittel- und Westeuropa verbreitet.

## Merkmale

### Makroskopische Merkmale
Die Andromeda-Nacktbasidie ist mit bloßem Auge zunächst nicht zu erkennen. Anfangssymptome des Befalls sind zunächst nur auf den Blättern zu sehen. Infizierte Blätter verfärben sich dunkel bläulich bis purpurn oder schwarz. Sie sind breiter, dünner und weicher als die nicht befallener Rosmarinheiden. Das Myzel des Pilzes tritt schließlich als weißer Flaum auf der Unterseite zwischen den Blattadern aus.

### Mikroskopische Merkmale
Das Myzel der Andromeda-Nacktbasidie wächst interzellulär und bildet Saugfäden, die in das Speichergewebe des Wirtes wachsen. Die Basidien sind lang, unseptiert und schmalkeulig, die Sporen hyalin (durchsichtig) und dünnwandig. Die Sporen der Art sind 12–20 µm lang.

## Verbreitung
In Europa beschränkt sich die Verbreitung der Andromeda-Nacktbasidie auf West-, Mittel- und Nordeuropa, sie ist an das Vorkommen der Rosmarinheide (Andromeda polifolia) gebunden.

## Ökologie
Einziger Wirt der Andromeda-Nacktbasidie ist die Rosmarinheide. Der Pilz ernährt sich von den im Speichergewebe der Pflanzen vorhandenen Nährstoffen; zunächst beschränkt auf die Blätter, schließlich dann auf der gesamten Pflanze. Die Übertragung von einer Pflanze zur nächsten erfolgt durch Sporenflug. Die Sporen keimen in Keimschläuchen oder Konidien, aus denen sich dann ein neues Myzel entwickelt.